# Grupo de Baile
Grupo de Baile foi uma banda portuguesa originária do Seixal que surge no "boom" do rock português do início dos anos 80.
Músicos na banda filarmónica da Sociedade União Seixalense, começaram por se chamar de "SUS Music" e eram simplesmente um grupo de amigos que tocavam em bailes e festas regionais.
Em 1981 lançaram o single "Patchouly/Já rockas à Toa", que vendeu mais de 99 mil cópias. Este single tinha a famosa música "Patchouly" que foi um grande sucesso, com letra de Vítor Perdigão e música de Vicente Andrade.
Em 1982 os Grupo de Baile lançaram o single "História Linda", mas com o tempo acabaram por perder a fama.
Em 1999 actuaram no Seixal Rock 99 que se realizou no Seixal, no Largo 1º de Maio, entre os dias 6 e 9 de Outubro.
Em 2006 tocaram na festa de comemoração dos 20 anos do programa "Febre de Sábado de Manhã" de Júlio Isidro onde tocaram os seus dois maiores êxitos em versões não censuradas.

## Formação
- Carlos Manuel Tavares (voz)
- Vicente Andrade (guitarra)
- Luís Rosado (bateria)
- António Manuel (baixo)
- Luís Landeiroto (órgão)
- Marcelino Guerreiro (saxofone alto)
- João Mário (saxofone tenor)
- José Manuel Raminhos (trompete)

## Discografia
- Patchouly/Já Rockas à Toa (Single, Valentim de Carvalho, 1981)
- História Linda/Conversa de Comadres (Single, Valentim de Carvalho, 1982)